# Emil Janel
Emil Gottfrid Janel, född 21 september 1897 i Orsa, död i maj 1981, var en svensk-amerikansk träsnidare.
Han var son till flottningsarbetaren Nygårds Jöns Jansson och Anna Nilsdotter. Han utvandrade till British Columbia 1924 där han till och börja med arbetade som järnvägsrallare och timmerhuggare. Han flyttade till San Francisco 1928 som med korta avbrott blev hans fasta vistelseort. Han började snida trägubbar redan under uppväxtåren i Orsa och i Amerika blev hans träsniderier så populära att han kunde försörja sig på sin hobby. Han utvecklade en enorm produktivitet så hans sniderier spreds över hela Amerika. Janel är representerad vid Museum of Fine Arts i Vancouver, The Public Library i San José och American Swedish Institute i Minneapolis. Han tilldelades Vasaorden 1965.